# 埃内戈
埃内戈（義大利語：Enego），是意大利威尼托大区维琴察省的一个市镇。总面积52平方公里，人口1898人，人口密度36.5人/平方公里（2009年）。国家统计（ISTAT）代码为024039。